# Catherine Fisher
Catherine Fisher est une autrice britannique née en 1957 au Pays de Galles, spécialisée en littérature de science-fiction et de fantasy.

## Publications
- Série Chronoptika
  - The Obsidian Mirror (2012)
  - The Box of Red Brocade (2013)
  - The Door in the Moon (2015)
  - The Speed of Darkness (2016)

- Série Incarceron
  - Incarceron (2007)
  - Sapphique (2008)
  - Sapphique (excerpt) (2011)

- Série Snow-Walker
  - The Snow Walker's Son (1993) also appeared as:
  - The Empty Hand (1995) also appeared as:
  - The Soul Thieves (1996)
  - The Snow-Walker Trilogy (2003)

- The Scarab, roman, 2005
  - Le Scarabée, traduction en français, 2007
- The Oracle, 2003
  - L'Oracle, traduction en français, 2005
- The Archon, roman, 2004
  - L'Archonte, traduction en français, 2006
- Le Cygne noir, roman, 2010